# Ahenobarbus
Ahenobarbus var ett cognomen som bars av en plebejisk gren av släkten Domitius under romerska republiken och romerska kejsartiden. 
Namnet betyder "rödskägg" (bokstavligen "bronsskägg") på latin. Enligt legenden kungjorde Castor och Pollux romarnas seger över latinerna i slaget vid sjön Regillus för en av familjens förfäder. För att bekräfta sanningen i budskapet rörde de vid hans svarta hår och skägg, vilket omedelbart blev rött.

## Medlemmar av släkten
- Gnaeus Domitius Ahenobarbus (konsul 192 f.Kr.)
- Gnaeus Domitius Ahenobarbus (konsul 162 f.Kr.)
- Gnaeus Domitius Ahenobarbus (konsul 122 f.Kr.)
- Gnaeus Domitius Ahenobarbus (konsul 96 f.Kr.)
- Gnaeus Domitius Ahenobarbus (konsul 32 f.Kr.)
- Gnaeus Domitius Ahenobarbus (konsul 32 e.Kr.)
- Lucius Domitius Ahenobarbus (konsul 94 f.Kr.)
- Lucius Domitius Ahenobarbus (konsul 54 f.Kr.)
- Lucius Domitius Ahenobarbus (konsul 16 f.Kr.)
- Lucius Domitius Ahenobarbus, ursprungligt namn på kejsar Nero